# Leopoldina Marie Anhaltsko-Desavská
Leopoldina Marie Anhaltsko-Desavská (12. prosince 1716 – 27. ledna 1782) byla devátým dítětem Leopolda I. Anhaltsko-Desavského a Anny Luisy Föhse. Dne 13. února 1739 se provdala za Bedřicha Jindřicha Braniborsko-Schwedtského. Po roce 1788 byl její zámek Schwedt užíván pruskou královskou rodinou jako letní sídlo.

## Mládí
Narodila se v paláci Oranienbaum jako čtvrtá dcera a deváté dítě prince Leopolda I., knížete anhaltsko-desavského a jeho původně morganatické manželky Anny Luisy Föhsové.

## Potomci
Leopoldina Marie měla s Bedřichem Jindřichem dvě dcery:
- 1. Bedřiška Šarlota (18. 8. 1745 Schwedt – 23. 1. 1808 Altona), poslední abatyše z opatství Herford[2]
- 2. Luisa (24. 9. 1750 Różanki – 21. 12. 1811 Dessau)[3]
⚭ 1767 Leopold III. Anhaltsko-Desavský (10. 8. 1740 Dessau – 9. 8. 1817 tamtéž), princ askánský, kníže anhaltsko-desavský v letech 1751–1807 a od roku 1807 až do své smrti první vévoda anhaltsko-desavský[4]